# Асадов Едуард Аркадійович
Едуа́рд Арка́дійович Аса́дов (рос. Эдуард Аркадьевич Асадов; нар. 7 вересня 1923, Мари, Туркменська РСР — пом. 21 квітня 2004, Москва) — російський поет. Почесний громадянин Севастополя від 21 червня 1989 року.
З 1939 року жив у Москві. Закінчив школу в 1941 році та пішов добровольцем на фронт. У травні 1944 року в боях за Севастополь був важко поранений, втратив зір і з того часу з'являвся на публіці з чорною пов'язкою на очах.
У 1951 році закінчив з відзнакою Літературний інститут імені Горького. Як поет дебютував того ж року збіркою «Світлі дороги», до якої увійшли поема «Знову в строю» та вірші. Був прийнятий до Спілки письменників СРСР.
У наступні роки вийшло чимало книг і збірників з віршами поета. Серед них — «Сніжний вечір», «Солдати повернулися з війни», «В ім'я великої любові», «Ліричні сторінки», «Я люблю назавжди», «Не треба віддавати улюблених» і багато інших.
Асадов писав не тільки ліричні вірші та поеми, а й прозу (оповідання «Зірниці війни», «Розвідниця Саша», повість «Фронтова весна»), перекладав вірші поетів Азербайджану, Башкирії, Грузії, Калмикії, Казахстану, Узбекистану.